# Virslīga
La Virslīga è la massima divisione del campionato lettone di calcio. È organizzato dalla Latvijas Futbola Federācija (LFF) e si svolge dal 1992, in continuità col vecchio campionato regionale di epoca sovietica già riconosciuto dalla UEFA nel 1991. La squadra più titolata del massimo campionato è lo Skonto Riga, che, vincendo quattordici titoli consecutivi compreso il primo di transizione, ha stabilito un record.
Per la stagione 2022-2023 occupa il 35º posto nel ranking UEFA delle competizioni per club.

## Formula
Le 10 squadre partecipanti si affrontano in un doppio girone all'italiana, per un totale di 36 giornate. La squadra campione di Lettonia è ammessa al primo turno di qualificazione della UEFA Champions League. Le squadre classificate al secondo e terzo posto sono ammesse al primo turno di qualificazione della UEFA Europa Conference League, assieme alla vincitrice della coppa nazionale. La penultima classificata in Virslīga affronta la seconda classificata in 1. Līga in uno spareggio promozione-retrocessione. L'ultima squadra classificata retrocede direttamente nella seconda serie.

## Storia

### Prima della seconda guerra mondiale
Un primo campionato di calcio nazionale fu organizzato fin dal 1910, come competizione calcistica della città di Riga; con questa formula fu disputato fino al 1916 (torneo per altro non concluso per lo scoppio della prima guerra mondiale).
Successivamente nel 1921 fu organizzato un primo campionato nazionale (per altro non concluso a causa dell'arrivo dell'inverno), dove però parteciparono solo squadre di Riga; ancora l'anno seguente il campionato (giunto finalmente al termine) vide in schierate solo squadre della capitale.
Dal 1923 al 1926 i campionati prevedevano due differenti gironi: uno con le squadre di Riga e l'altro con quelle delle altre regioni; ad assegnare il titolo c'era uno spareggio tra i vincitori dei due gironi, per altro vinto sempre dalle squadre della capitale.
Dal 1927 assunse la denominazione di Virsliga e prevedeva il classico girone unico nazionale. Dal 1937-1938 i campionati non seguirono più l'anno solare, ma il modello dell'Europa occidentale.

### Periodo sovietico
Con lo scoppio della seconda guerra mondiale il campionato subì diverse vicissitudini: inizialmente, essendo la Lettonia invasa dall'Unione Sovietica, si disputò, senza conclusione, un campionato regionale della Repubblica Socialista Sovietica Lettone, con lo scioglimento di tutte le formazioni preesistenti. La successiva invasione nazista vide il ripristino della Virsliga (organizzata su anno solare) e delle vecchie squadre lettoni.
La vittoria sovietica riportò la Lettonia nell'URSS: dal 1945 al 1991 le squadre lettoni partecipano al campionato sovietico di calcio: in ogni caso, come nelle altre repubbliche, anche in Lettonia fu organizzato un campionato nazionale (distribuito su anno solare), che era di fatto un campionato regionale. In effetti, però, le squadre lettoni non brillarono per i risultati nel campionato nazionale sovietico, con la sola eccezione del Daugava Riga, che disputò sette campionati in massima serie e diversi in Pervaja Liga.

### Dall'indipendenza ad oggi
Dal 1992 viene organizzato l'attuale campionato: la prima edizione consisté in un girone all'italiana di dodici squadre. Nel 1995 e nella stagione successiva, il campionato viene diviso in due fasi: nella prima parte della stagione le dieci squadre prima giocano tutte insieme, poi in base alla classifica, vengono divise in due: le prime sei lottano per il titolo, le altre quattro per mantenere la categoria. Questo format venne poi ripreso nel 2008, per poi tornare al campionato ad una sola fase.
Da notare che tra il 1992 e il 2004 lo Skonto Riga ha vinto tredici titoli, stabilendo il record di titoli vinti consecutivamente.
Inoltre, lo Skonto Riga ha perso solo 46 partite su 452 incontri di campionato in 18 stagioni, con una media di poco inferiore a 1 sconfitta ogni 10 partite.
Tra il 1992 e il 1997 in sei stagioni lo Skonto Riga ha perso solo 4 incontri tenendo una serie di imbattibilità che durò due annate consecutive tra il 1994 e il 1995.

## Partecipazioni per squadra
Sono 44 le squadre ad aver preso parte alle 34 stagioni di Virslīga dal 1992 al 2025. In grassetto le squadre partecipanti all'edizione 2025.
- 24 volte:  Skonto,  Ventspils
- 22 volte:  Metalurgs Liepāja
- 20 volte:  Jelgava
- 18 volte:  Dinaburg
- 16 volte:  Valmiera
- 14 volte:  Metta/LU
- 12 volte:  Blāzma,  Liepāja
- 11 volte:  Daugava Rīga,  RFS Riga,  Spartaks Jūrmala
- 10 volte:  BFC Daugavpils,  Rīga,  Riga FC
- 9 volte:  Daugava
- 8 volte:  LU/Daugava Riga
- 7 volte:  Auda Ķekava
- 6 volte:  Olimps Rīga
- 5 volte:  Jūrmala,  Tukums 2000
- 4 volte:  Olimpija Rīga,  PFK Daugava
- 3 volte:  DAG Riga,  Gulbene,  Pārdaugava,  Skonto/Metāls Rīga,  Starts,  Super Nova
- 2 volte:  Grobiņa,  Ilūkste,  Lokomotīve Daugavpils,  RKB-Arma Rīga,  Tranzit
- 1 volta:  Babīte,  Gemma,  Jaunība Rīga,  Jūrnieks,  Ķīmiķis,  Kvadrats,  Noah Jūrmala,  Venta,  Vindava,  Zibens/Zemessardze

## Squadre partecipanti
Vengono riportate le squadre nell'edizione 2024.
| Club           | Città      | Stadio                   | Stagione 2023        |
| -------------- | ---------- | ------------------------ | -------------------- |
| Auda Ķekava    | Ķekava     | Audas stadions           | 3º posto in Virslīga |
| BFC Daugavpils | Daugavpils | Celtnieks Stadions       | 7º posto in Virslīga |
| Grobiņa        | Grobiņa    | Grobiņas Stadions        | 1º posto in 1. Līga  |
| Jelgava        | Jelgava    | Zemgale Olympic Center   | 6º posto in Virslīga |
| Liepāja        | Liepāja    | Daugavas Stadions        | 5º posto in Virslīga |
| Metta          | Riga       | Daugavas Stadions        | 9º posto in Virslīga |
| RFS Riga       | Riga       | Stadions Arkādija        | Campione di Lettonia |
| Riga FC        | Riga       | Stadio Skonto            | 2º posto in Virslīga |
| Tukums 2000    | Tukums     | Tukuma pilsētas stadions | 8º posto in Virslīga |
| Valmiera       | Valmiera   | Jānis-Daliņš-Stadion     | 4º posto in Virslīga |

## Albo d'oro
- 1991:  Skonto (1)
- 1992:  Skonto (2)
- 1993:  Skonto (3)
- 1994:  Skonto (4)
- 1995:  Skonto (5)
- 1996:  Skonto (6)
- 1997:  Skonto (7)
- 1998:  Skonto (8)
- 1999:  Skonto (9)
- 2000:  Skonto (10)
- 2001:  Skonto (11)
- 2002:  Skonto (12)
- 2003:  Skonto (13)
- 2004:  Skonto (14)
- 2005:  Metalurgs Liepāja (1)
- 2006:  Ventspils (1)
- 2007:  Ventspils (2)
- 2008:  Ventspils (3)
- 2009:  Metalurgs Liepāja (2)
- 2010:  Skonto (15)
- 2011:  Ventspils (4)
- 2012:  Daugava (1)
- 2013:  Ventspils (5)
- 2014:  Ventspils (6)
- 2015:  Liepāja (1)
- 2016:  Spartaks Jūrmala (1)
- 2017:  Spartaks Jūrmala (2)
- 2018:  Riga FC (1)
- 2019:  Riga FC (2)
- 2020:  Riga FC (3)
- 2021:  RFS Riga (1)
- 2022:  Valmiera (1)
- 2023:  RFS Riga (2)
- 2024:  RFS Riga (3)

### Campionati vinti
| Squadra           | Titoli | Stagioni                                                                                 |
| ----------------- | ------ | ---------------------------------------------------------------------------------------- |
| Skonto            | 15     | 1991, 1992, 1993, 1994, 1995, 1996, 1997, 1998, 1999, 2000, 2001, 2002, 2003, 2004, 2010 |
| Ventspils         | 6      | 2006, 2007, 2008, 2011, 2013, 2014                                                       |
| Riga FC           | 3      | 2018, 2019, 2020                                                                         |
| RFS Riga          | 3      | 2021, 2023, 2024                                                                         |
| Metalurgs Liepāja | 2      | 2005, 2009                                                                               |
| Spartaks Jūrmala  | 2      | 2016, 2017                                                                               |
| Daugava           | 1      | 2012                                                                                     |
| Liepāja           | 1      | 2015                                                                                     |
| Valmiera          | 1      | 2022                                                                                     |